# Hidabu Abote
Hidabu Abote är ett distrikt i Etiopien.   Det ligger i regionen Oromia, i den centrala delen av landet, 90 km norr om huvudstaden Addis Abeba.